# Học viện Âm nhạc Ankara
Học viện Âm nhạc Ankara là nhạc viện đầu tiên tại Cộng hòa Thổ Nhĩ Kỳ, thành lập năm 1936 theo chỉ thị của Mustafa Kemal Atatürk.

## Người nổi tiếng
- Paul Hindemith
- Carl Ebert
- Evelyn Baghtcheban
- Samin Baghtcheban
- Fereydoun Nassehi
- İstemihan Taviloğlu